# Communauté de communes des Gorges de l'Ardèche
La communauté de communes Gorges de l'Ardèche est une communauté de communes française, située dans le département de l'Ardèche en région Auvergne-Rhône-Alpes.

## Historique
La communauté de communes des Gorges de l'Ardèche, terre des hommes, de la pierre et de l'eau est créée le 23 février 2005, avec les communes de Balazuc, Bessas, Chauzon, Grospierres, Labeaume, Lagorce, Pradons, Rochecolombe, Ruoms, Saint-Alban-Auriolles, Saint-Maurice-d'Ardèche, Salavas, Sampzon, Vallon-Pont-d'Arc et Vogüé. Les statuts sont modifiés à plusieurs reprises, le 24 octobre 2005 (article 1-1), 14 février 2007 et 3 mars 2008.
En cohérence avec le schéma départemental de coopération intercommunale de l'Ardèche approuvé le 26 décembre 2011, le territoire de cette intercommunalité est redéfini et entre en application le 31 décembre 2013. La nouvelle intercommunalité dénommée « communauté de communes des Gorges de l'Ardèche » est ainsi issue de la fusion intervenue de la communauté de communes des Gorges de l'Ardèche, Terre des Hommes, de la Pierre et de l'Eau (15) et de celle des Grands Sites des Gorges de l'Ardèche (3) avec l'addition de la commune de Saint-Remèze, issue de la communauté de communes du Rhône aux Gorges de l'Ardèche et le retrait de la commune d'Issirac (Gard). Le nombre de communes passe alors de 15 à 19.
Le nouveau schéma départemental de 2015 prévoyait la fusion avec les communautés de communes du Pays Beaume-Drobie et du Pays des Vans en Cévennes. Cette fusion n'est pas obligatoire (deux exemptions le permettant : faible densité — 35,1 hab./km2 — et fusion récente avec une population supérieure à 12 000 habitants).
Le 1er janvier 2017, la commune de Lanas, issue de la communauté de communes du Vinobre, rejoint la communauté de communes des Gorges de l'Ardèche qui regroupe alors 20 communes.

## Territoire communautaire

### Géographie
La communauté de communes est située au sud du département de l'Ardèche.
Le territoire communautaire est traversé par les routes départementales 579 (ancienne route nationale reliant Aubenas au nord du département du Gard en direction de Barjac et de Nîmes, via Vallon-Pont-d'Arc), 111 et 4.

### Composition
La communauté de communes est composée des 20 communes suivantes :

| Nom                       | Code Insee | Gentilé         | Superficie (km2) | Population (dernière pop. légale) | Densité (hab./km2) |
| ------------------------- | ---------- | --------------- | ---------------- | --------------------------------- | ------------------ |
| Vallon-Pont-d'Arc (siège) | 07330      | Vallonais       | 28,62            | 2 469 (2022)                      | 86                 |
| Balazuc                   | 07023      | Balazucains     | 18,9             | 383 (2022)                        | 20                 |
| Bessas                    | 07033      | Bessassois      | 17,18            | 234 (2022)                        | 14                 |
| Chauzon                   | 07061      | Chauzonnais     | 10,68            | 429 (2022)                        | 40                 |
| Grospierres               | 07101      | Grospierrois    | 27,3             | 931 (2022)                        | 34                 |
| Labastide-de-Virac        | 07113      | Bastidains      | 23,32            | 322 (2022)                        | 14                 |
| Labeaume                  | 07115      | Labeaumois      | 17,76            | 684 (2022)                        | 39                 |
| Lagorce                   | 07126      | Lagorcais       | 69,49            | 1 227 (2022)                      | 18                 |
| Lanas                     | 07131      | Lanassiens      | 9,85             | 431 (2022)                        | 44                 |
| Orgnac-l'Aven             | 07168      | Orgnacois       | 21,84            | 566 (2022)                        | 26                 |
| Pradons                   | 07183      | Pradonnais      | 7,98             | 537 (2022)                        | 67                 |
| Rochecolombe              | 07190      | Rochecolombins  | 21,5             | 222 (2022)                        | 10                 |
| Ruoms                     | 07201      | Ruomsois        | 12,14            | 2 286 (2022)                      | 188                |
| Saint-Alban-Auriolles     | 07207      | Saint-Albanais  | 17,57            | 1 101 (2022)                      | 63                 |
| Saint-Maurice-d'Ardèche   | 07272      | Saint-Mauriçois | 5,19             | 373 (2022)                        | 72                 |
| Saint-Remèze              | 07291      | Saint-Remèziens | 42,69            | 848 (2022)                        | 20                 |
| Salavas                   | 07304      | Salavassiens    | 17,11            | 731 (2022)                        | 43                 |
| Sampzon                   | 07306      | Sampzonnais     | 8,39             | 244 (2022)                        | 29                 |
| Vagnas                    | 07328      | Vagnassiens     | 23,83            | 628 (2022)                        | 26                 |
| Vogüé                     | 07348      | Voguéens        | 11,72            | 1 035 (2022)                      | 88                 |

### Démographie
| 1968  | 1975  | 1982  | 1990   | 1999   | 2010   | 2015   | 2021   |
| ----- | ----- | ----- | ------ | ------ | ------ | ------ | ------ |
| 8 599 | 8 714 | 9 538 | 10 063 | 11 458 | 14 183 | 14 849 | 15 556 |

## Politique et administration

### Siège
Le siège de la communauté de communes est situé à Vallon-Pont-d'Arc.

### Les élus
Le conseil communautaire de la communauté de communes se compose de 39 conseillers, élus pour une durée de six ans.
Ils sont répartis comme suit :
| Nombre de conseillers | Communes |
| --------------------- | --- |
| 5                     | Ruoms, Vallon-Pont-d'Arc                                                                                                   |
| 2                     | Grospierres, Labeaume, Lagorce, Lanas, Orgnac-l'Aven, Pradons, Saint-Alban-Auriolles, Saint-Remèze, Salavas, Vagnas, Vogüé |
| 1 (+1 suppléant)      | Balazuc, Bessas, Chauzon, Labastide-de-Virac, Rochecolombe, Saint-Maurice-d'Ardèche, Sampzon                               |

### Présidence
En 2020, le conseil communautaire a élu son président, Luc Pichon, maire de Salavas, et désigné sept vice-présidents :
1. Claude Benhamed, chargé du développement économique et du tourisme ;
2. Guy Clément, chargé de l'enfance et des actions sociales ;
3. Jean-Yvon Mauduit, chargé des finances et de l'administration générale ;
4. Maurice Charbonnier, chargé des mobilités et des réseaux ;
5. Nicolas Clément, chargé de l'urbanisme, de l'habitat et des actions foncières ;
6. Jean-Claude Delon, chargé des ordures ménagères ;
7. Nadège Issartel, chargée des ressources humaines.

ainsi que cinq conseillers délégués :
1. Sylvie Cheyrezy, déléguée à l'agriculture;
2. Nathalie Volle, déléguée au patrimoine, à la culture et aux sports ;
3. Antoine Alberti, délégué à la voirie et aux bâtiments ;
4. Denise Garcia, déléguée à la transition écologique ;
5. Monique Mularoni, déléguée aux ordures ménagères du territoire des ex Grands Sites.

Onze autres conseillers sont également membres du bureau.
Ils forment ensemble l'exécutif de l'intercommunalité pour le mandat 2020-2026.
| Période                                  | Période  | Identité     | Étiquette | Qualité                                      |
| ---------------------------------------- | -------- | ------------ | --------- | -------------------------------------------- |
| Les données manquantes sont à compléter. |          |              |           |                                              |
| 2008                                     | 2014     | Daniel Serre | DVD       | Maire de Ruoms (1995 → 2014)                 |
| 2014                                     | 2020     | Max Thibon   | DVG       | Maire de Saint-Alban-Auriolles (2002 → 2020) |
| 2020                                     | En cours | Luc Pichon   | PS        | Maire de Salavas (2008 → )                   |

### Compétences
- Collecte et traitement des déchets des ménages et déchets assimilés
- Autres actions environnementales
- Action sociale
- Création, aménagement, entretien et gestion de zone d'activités industrielle, commerciale, tertiaire, artisanale ou touristique
- Schéma de secteur
- Politique du logement social
- Préfiguration et fonctionnement des Pays
- Autres

### Régime fiscal et budget
Le régime fiscal de la communauté de communes est la fiscalité professionnelle unique (FPU).